# 하장수

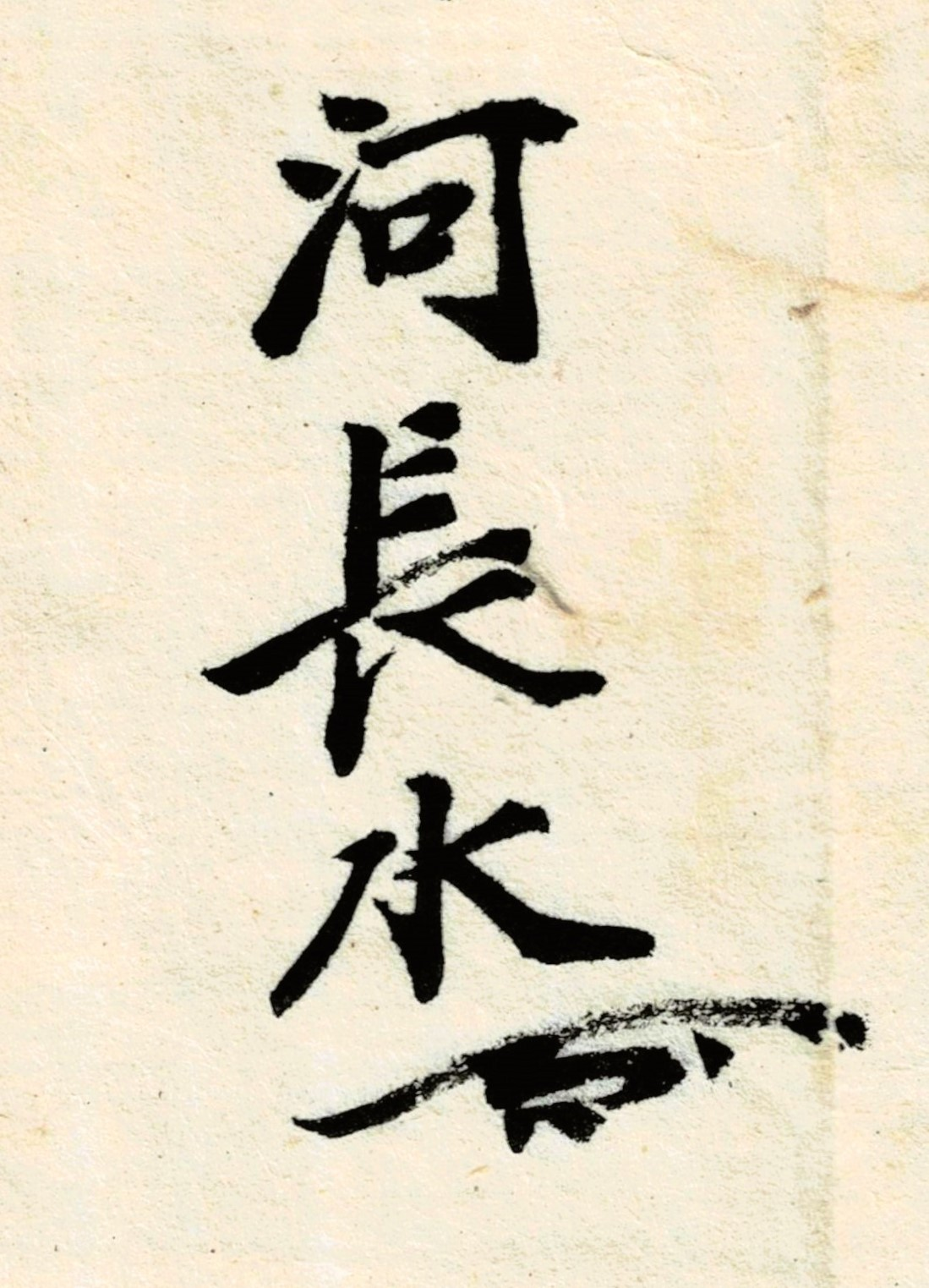
1909년작 하장수 선생의 수결 서체

하장수(河長水, 1864년 3월 17일~1912년 8월 11일)는 조선 말기의 유학자이자, 서예가이며 대한제국의 사회운동가이다. 본관은 진양이며 초휘는 한수(漢水), 자는 여안(汝安), 호는 송파(松波)이다. 아버지는 유학자 하재흥(河再興) 선생이다. 그는 대한제국의 애국지사로서 1876년 일제와의 불평등 강화도조약이 체결되고 급기야 1905년 11월에 을사오적의 한사람인 박제순에 의해 을사늑약이 체결되자, 얼마나 비분강개하였으면 피를 토하기까지 했다. 연이어 1907년 7월에 대한제국군이 해산되고 1910년 8월에 일제에 의해 대한제국이 강제로 병합되자, 분을 참지 못하여 결국 쓰러져 1912년 8월, 48세의 이른 나이에 유명을 달리하고 말았다.

## 생애
하장수는 사천조동을 대표하는 명망 있는 유학자 가문의 출신으로 당시 다른 유학자들과는 달리 국제 정세에 밝아 청나라와 서구 열강과 왜국에 관한 동향 등을 알고 ‘조선이 하루속히 군관민이 일체화된 ‘군병체제’를 갖추어 앞날을 대비해야 한다‘고 했다. 이는 개화파 이론가들과 개화사상가들에게서 찾아볼 수 없는 주장이었다.
진양하씨사천조동 문중의 구전에 의하면 하장수 선생이 ‘군병체제’에 대해 여러 차례 조정에 상소하였으나, 번번이 무시되자, '조선의 앞날이 심히 걱정된다.’라는 말을 일상에서 늘 되뇌었다고 한다. 그는 지역 유림의 회합 때마다, 이를 전파하였으나 큰 호응이 없자, 거시 운동으로 발전하지 못하고 한정된 전파에 그쳤다. 그러나 당시 그의 명망은 사천을 중심으로 경상도 전역의 유림 사회에 널리 알려졌다.
하장수는 평소에 조부와 부친으로부터 '출사에 뜻을 두지 말고 농사와 더불어 학문에만 정진하라'는 윗대 선대로부터 내려온 유훈을 실천하는 지극히 유교 도리에 충실한 유학자였다. 학문의 출중함과 폭넓은 식견을 겸비했음에도 불구하고 향시나 대과에 뜻을 두지 않았던 것이 이해되는 대목이다. 이는 순조 철종대를 전후하여 세도정치의 중심에 있었던 가문들의 폭정에 아예 관여하지 않겠다는 선대 조상의 의지를 받든 발로였을 것이다. 이는 진양하씨 사직공파의 파조인 문효공파 영의정 하연 선생이 수양대군에 의해 계유정난이 일어나기 전, 평소의 의지와 뜻을 말하고 죽음 직전에 ‘세월이 심상치 않으니 관직에 연연하지 말고 사직하여 향리로 내려와 세류에 휩쓸리지 말 것’을 당부한 것이 가문의 전통처럼 내려온 것과 무관하지 않을 것이다.
그러나 하연 선생의 직계 후손 중에는 일부 출사하여 당상관 이상의 관직에 오른 이들이 적지 않았으나, 대부분의 후손들은 사대부임에도 불구하고 종복들과 함께 직접 농사짓기와 더불어 학문에만 정진했다. 특히 하장수의 경우, 그의 출중한 학문과 폭넓은 식견을 쉽게 엿 볼 수 있는 것은 사천에 전임된 수령들마다 그의 가택에 수시로 방문하거나, 초청을 받아 격의 없이 시국을 논하고 자문에 응했다는 것은 이를 반증하고 있다.
한편, 하장수는 1876년 일제와의 불평등 강화도조약이 체결되고 급기야 1905년 11월에 을사오적의 한사람인 박제순에 의해 을사늑약이 체결되자, 얼마나 비분강개하였으면 피를 토하기까지 했다. 연이어 1907년 7월에 대한제국군이 해산되고 1910년 8월에 일제에 의해 대한제국이 강제로 병합되자, 분을 참지 못하여 결국 쓰러지고 말았다. 이후 병을 얻은 그는 1912년 8월, 48세의 이른 나이에 유명을 달리하고 말았다.
그는 평소에 ‘왜국을 경계하지 않으면 반드시 나라가 위태로운 지경에 이를 것’이라고 예견했다고 한다. 가풍에 따라 공명심과 부명을 늘 경계하였으며, 뛰어난 필력을 가진 서예가였음에도 불구하고 현존하는 문집은 물론 문집의 간행 여부조차 확인할 수 없다. 그러나 밀양박씨 문중과 정혼한 장남 하재세가 성년이 되자, 1909년 양가 혼인을 위해 사성단자와 함께 보낸 서신이 115년 만에 사천조동 문중 본가에서 발견되어 이로써 서예가로서 그의 뛰어난 필력이 확인되었다. 19세기 말과 20세기 초 격동의 시대를 온몸으로 겪은 촌부 유학자 하장수는 한정된 환경과 여건 속에서도 당시 개화파 인사들과 교류조차 없었으나, 개화파 사상가들에게서 전혀 찾아볼 수 없는 독자적이고도 실제적인 국가 현안 비상 타계 정책인 ‘군병체제'를 제시한 것은 그 어떤 개화사상가들도 이에 비견되지 않는다는 것이다.

## 가계
- 증조부 : 하덕량(河德良, 유학자)
  - 조부 : 하용우(河龍佑, 유학자)
    - 아버지 : 하재흥(河再興)
    - 어머니 : 강진민씨(江津旻氏)

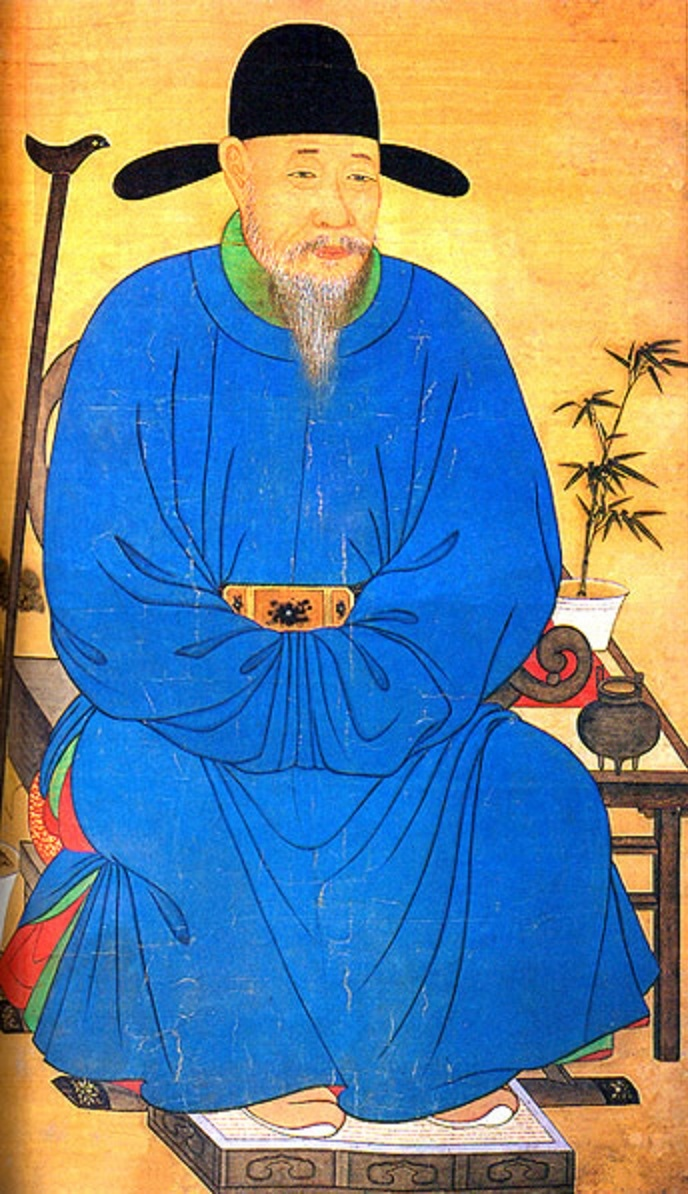
직계선조인 하연 선생

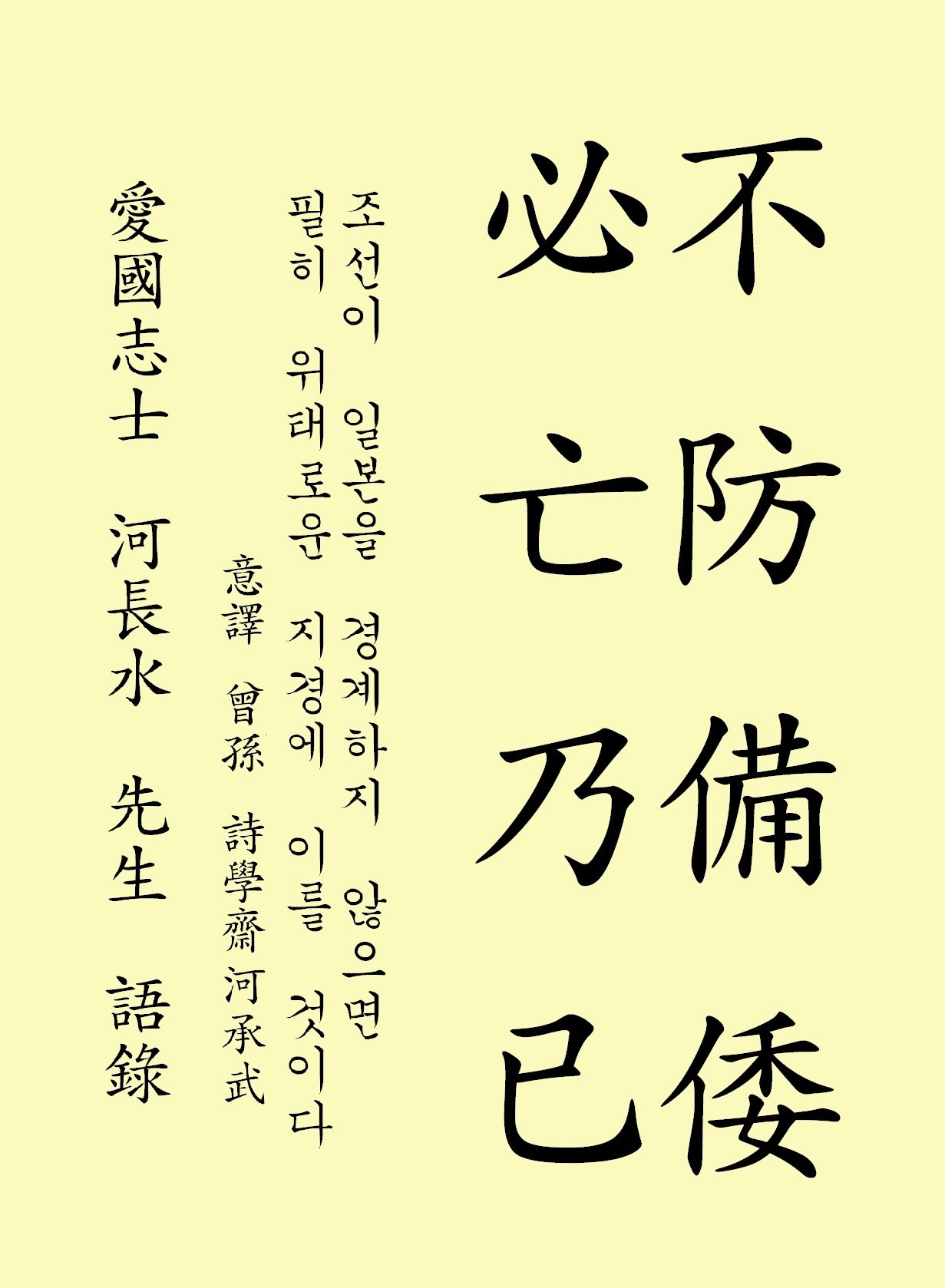
하장수 선생, 증손 하승무 교수 의역

      - 배우자 : 김해김씨백림(金海金氏伯林)
      - 장자 : 하재세(河在世)
      - 장자부 : 밀양박씨연순(密陽朴氏連順)
        - 장손 : 하치호(河致鎬)
        - 장손부(12대 종부) : 강숙순(姜淑順)
          - 증손 : 하홍술(河洪述)
          - 증차손 : 하홍순(河洪舜)
          - 증차손녀 : 하미숙(河美淑)
          - 증삼손 : 하승무(河承武)[3]
-대한민국 국회의장 공로장(2024년)[4][5][6][7][8][9][10][11]
-제10회 자랑스런 대한국민대상(2020년)[12][13][14][15][16][17][18][19][20][21][22][23][24][25][26]
-대한민국무공수훈자회 부산지부 유공표창(2020년)[27][28]
-제34회 자랑스러운 부산시민상(2018년)[29][30][31][32][33][34][35][36][37]
-2018 한국신학교육자상[38][39][40][41]
-제14회 병역명문가 병무청장 표창(2017년)[42][43][44][45]
-제14회 병역명문가 가문 선정(2017년)[46][47][48][49][50]
-외교부 재외동포재단 금상(2006년)
-전국포럼연합 21세기분당포럼 공로패(2006년)
-前 통일부 전문위원[51]
-前 민주평화통일자문회의 자문위원
-前 통일부 통일교육위원

      - 차남 : 하재겸(河在兼)
      - 삼남 : 하재상(河在尙)
      - 사남 : 하재근(河在根)

#### 직계 선조
- 하즙(1303년~1380년, 문하찬성사, 진주군)
- 하윤원(1322년~1376년, 대사헌, 진산군,개경수복공신)
- 하자종(1350년~1433년, 병부상서, 두문동 72현)
- 하연(1376년~1453년, 영의정, 문종의 스승)
- 하효명(1403년~1441년, 훈련원부사, 증이조참판)
- 하태원(유학자, 문인)
- 하응철(종2품 가선대부)
- 하만석(정2품 지중추부사)

### 문파 인물
- 하위지(1412년~1456년, 예조참판, 사육신)

### 종파 인물
- 하륜(1347~1416, 영의정, 진산부원군)

## 참고 자료
- 晉陽河氏大同譜(乾隆丙子譜,1756년)
- 晉陽河氏大同譜(乾隆壬辰譜,1772년)
- 晉陽河氏大同譜(乾隆乙酉譜,1789년)
- 晉陽河氏大同譜(道光戊子譜,1828년)
- 晉陽河氏大同譜(咸豐丁巳譜,1857년)
- 晉陽河氏大同譜(戊午譜,1858년)
- 晉陽河氏大同譜(庚辰譜,1880년)
- 晉陽河氏大同譜(庚子譜,1900년)
- 晉陽河氏大同譜(甲寅譜,1914년)
- 晉陽河氏大同譜(丁巳譜,1917년)
- 晉陽河氏大同譜(甲子譜,1924년)
- 晉陽河氏大同譜(戊辰譜,1928년)
- 晉陽河氏大同譜(壬辰譜,1952년)
- 晉陽河氏大同譜(乙未譜,1955년)
- 晉陽河氏大同譜(丁酉譜,1957년)
- 晉陽河氏大同譜(庚子譜,1960년)
- 晉陽河氏大同譜(乙酉譜,1969년)
- 晉陽河氏大同譜(甲子譜,1984년)
- 晉陽河氏大同譜(庚辰譜,2000년, 인제대학교 족보도서관 전자판)
- 河承武의 晉陽河氏 家門人物硏究(2015년)